# (25140) Schmedemann
(25140) Schmedemann est un astéroïde de la ceinture principale.

## Description
(25140) Schmedemann est un astéroïde de la ceinture principale. Il fut découvert le 22 septembre 1998 à la station Anderson Mesa par le programme LONEOS. Il présente une orbite caractérisée par un demi-grand axe de 2,45 UA, une excentricité de 0,21 et une inclinaison de 5,4° par rapport à l'écliptique.

## Compléments